# Station Kobylnica
Station Kobylnica is een spoorwegstation in de Poolse plaats Kobylnica.